# 世羅町議会
世羅町議会（せらちょうぎかい）は、広島県世羅町に設置されている地方議会である。

## 概要
- 定数：12人[3]
- 任期：2024年10月31日 - 2028年10月30日
- 議長：高橋公時（2024年11月6日 - ）[4]
- 副議長：田原賢司（2024年11月6日 - ）[4]
- 世羅町議会事務局：世羅町役場本庁舎2階[2]

## 党派
- 公明党（1人）
- 日本共産党（1人）
- 無所属（10人）

## 委員会
2024年11月8日現在
- 常任委員会
  - 総務文教常任委員会（6人）
  - 産業建設常任委員会（6人）
  - 議会広報広聴常任委員会（6人）
- 議会運営委員会（6人）

## 議員報酬と諸手当
- 議長：月額 314,000円
- 副議長：月額 258,000円
- 議員：月額 241,000円
- 期末手当：6月および12月

## 議会だより
- 議会だより せら（発行：世羅町議会 編集：議会広報公聴常任委員会）[7] 年4回発行

## 議員定数
| 投開票日       | 定数 | 立候補者 |
| -------------- | ---- | -------- |
| 2008年10月26日 | 16   | 17       |
| 2012年10月21日 | 14   | 15       |
| 2016年10月23日 | 14   | 15       |
| 2020年10月25日 | 12   | 16       |
| 2024年10月20日 | 12   | 14       |

## 沿革
- 1955年 - 世羅郡の3村（大見村・西大田村・東大田村）が合併し世羅町になる。世羅町議会、発足。
- 2004年 - 世羅郡の3町（世羅町・甲山町・世羅西町）が合併し新たに世羅町になる。
- 2023年3月20日 - 町議会 本会議で、地元の飲食組合など7つの団体が「尾道ナンバー」の導入を求めた請願の採決が行われたが、賛成少数で不採択となった[8]。奥田正和世羅町長は導入に賛成だった[8]。尾道市と世羅町は、3月末が期限となっている国への申請を断念した[8][9]。
- 2024年6月12日、町議会は、議会改革調査特別委員会を開き、現在月24万1千円の議員報酬を増額し、町職員の給料表に当てはめることを世羅町に提案することを決めた[10]。